# Roberto Molinaro
Roberto Molinaro (* 24. Mai 1972 in Moncalieri) ist ein italienischer DJ.
1992 stieß er zum Plattenlabel Blisscorporation und gründete zusammen mit Gianfranco Randone das Musikprojekt Bliss Team, 1997 löste sich die Formation auf. Neben seinem Soloprojekt fertigt Roberto Molinaro Remixe für unter anderem Gabry Ponte, Eiffel 65 und Bloom 06 an.

## Diskografie (Auswahl)

### Alben
- Real Trust Compilation (2005)
- Real Trust 2 (2008)
- Real Trust 3 (2009)

### Remixe
- Eiffel 65 – Blue (Da Ba Dee) (Molinaro Parade German Cut) (2000)
- Eiffel 65 – Move Your Body (Roby Molinaro Forge Edit) (2000)
- Gabry Ponte – Man In The Moon (Roberto Molinaro Remix) (2002)
- Eiffel 65 – Viaggia Insieme A Me (Roberto Molinaro Radio Concept) (2003)
- Eiffel 65 – Una Notte E Forse Mai Più (Robert Molinaro Remix) (2003)
- Gabry Ponte –  Dottor Jekyll & Mr. DJ (Roberto Molinaro Concept) (2004)
- Bloom 06 – Concept Of Blue (Roberto Molinaro Radio Concept, Extended Concept, Club Concept) (2009)
- Bloom 06 - Beats & Sweat (Roberto Molinaro Concept) (2009)
- Hocus Pocus - Bow Chi Bow (Roberto Molinaro Remix)